# Islas Nujoom
Las islas Nujoom (que significa «islas de las estrellas flotantes») es un proyecto en construcción de desarrollo inmobiliario financiado por la Nujoom Islands Company (Compañía de las Islas Nujoom) y sus socios estratégicos. El proyecto es desarrollado por la empresa saudita Al Hanoo Holding Company, mientras que la empresa Tamweel prestará los servicios de corretaje. Una vez terminado, la comunidad será la sede de 1.400 villas, 40 edificios residenciales y comerciales, 6 hoteles y 2 complejos turísticos. Se ha construido sobre terrenos ganados al mar en la costa noreste de Sharjah y se extiende sobre un área de 60 millones de pies cuadrados. El costo del desarrollo se estima en 18 mil millones AED y el proyecto entero se espera que esté terminado en 2013.

## Construcción
Los trabajos de construcción se dividieron en tres fases. La primera fase se completara con la excavación y el trabajo de dragado que se está haciendo. La Segunda fase verá la construcción de carreteras, aceras, puentes y otras infraestructuras, mientras que la construcción de hoteles, centros comerciales, villas y torres se llevará a cabo en la tercera y última fase.

## Características
Los Puentes conectaran las 10 islas separadas por unos canales de agua enormes. El proyecto incluye torres de gran altura, 145 edificios de apartamentos, 1.400 villas laterales con parque y vista al mar, un centro comercial y dos grandes centros de entretenimiento. Las Islas Nujoom van a tener varias mezquitas, escuelas, bancos, tiendas, cafeterías y restaurantes, que proporcionaran alojamiento para más de 40.000 habitantes.